# 奧斯特蒙迪根

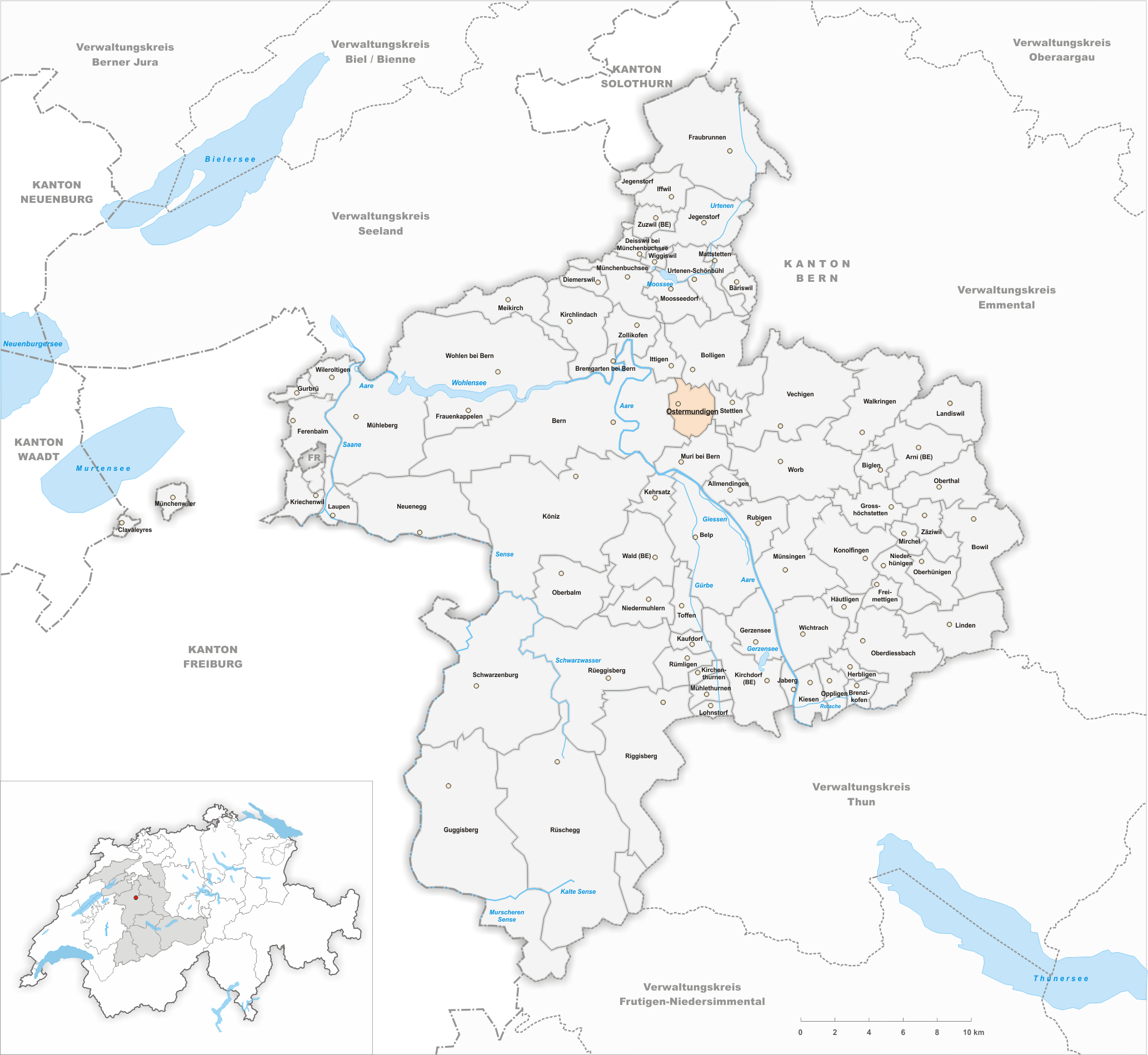
奥斯特蒙迪根市地图

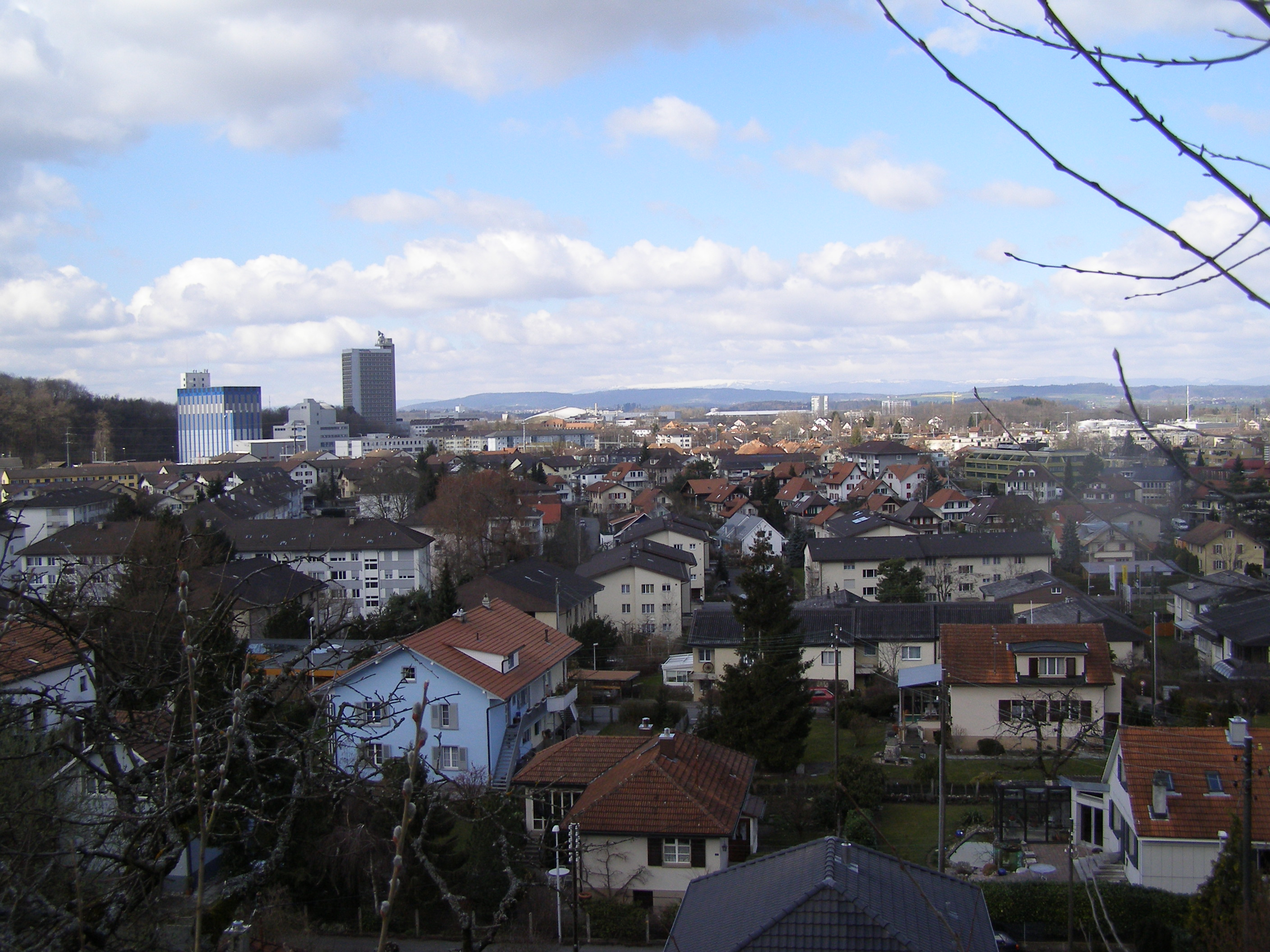
奥斯特蒙迪根市风光

奧斯特蒙迪根（德語：Ostermundigen）是瑞士联邦的城镇，位於該國中部，由伯恩州負責管轄，面積为6.00平方公里，海拔高度585米，鎮上的公司大部分是中小型企業，2017年12月31日人口为17,546。